# Planetarium

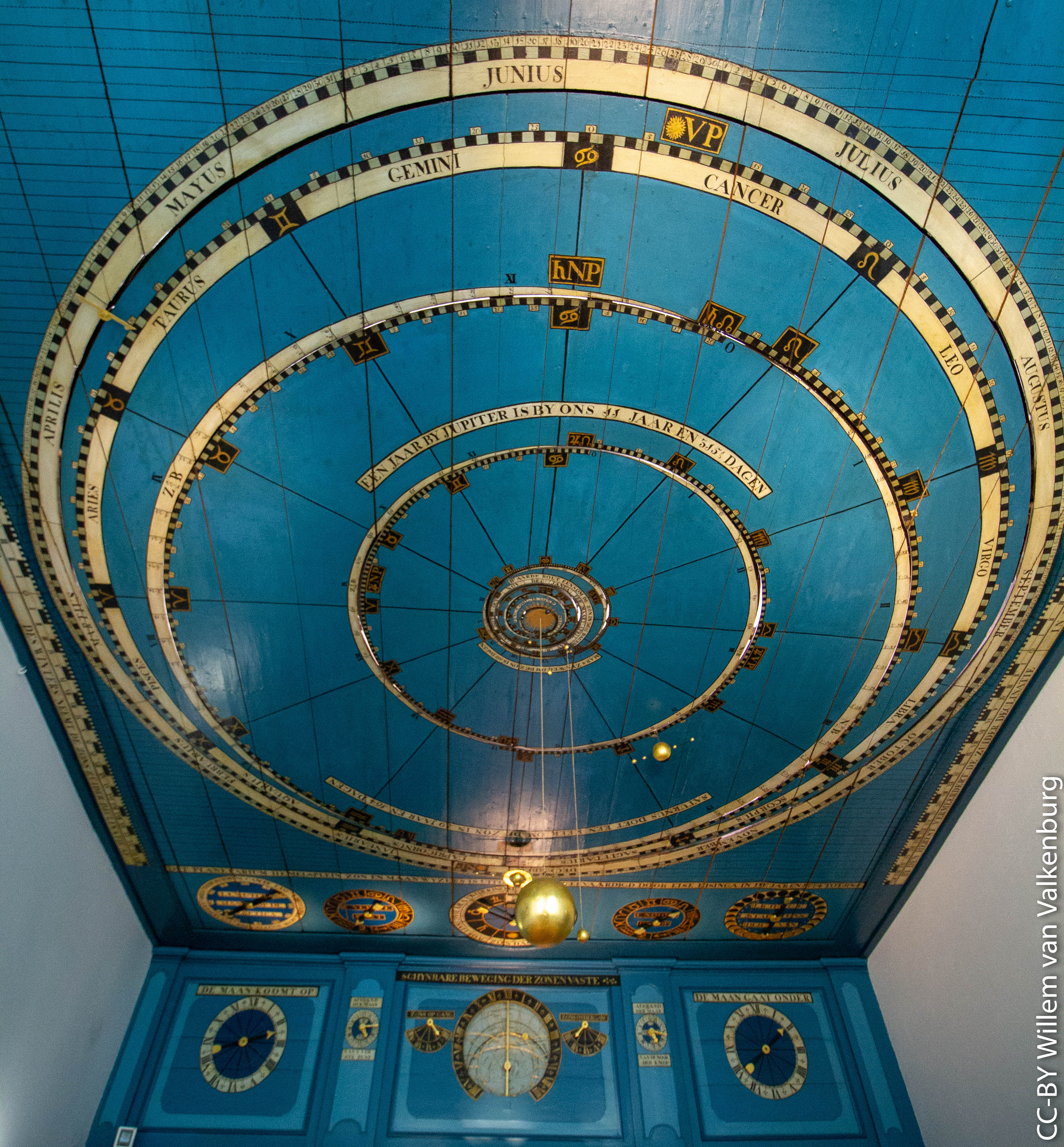
Planetarium van Eise Eisinga in Franeker

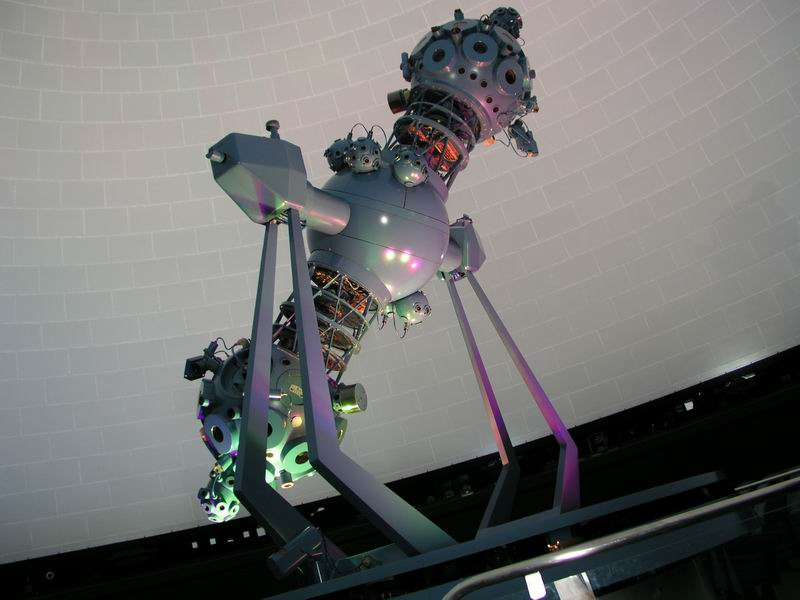
Haltervormige planetariumprojector van Carl Zeiss. De twee bollen aan het uiteinde tonen elk de helft van de sterrenhemel. Daartussen bevinden zich de projectoren voor zon, maan en planeten.

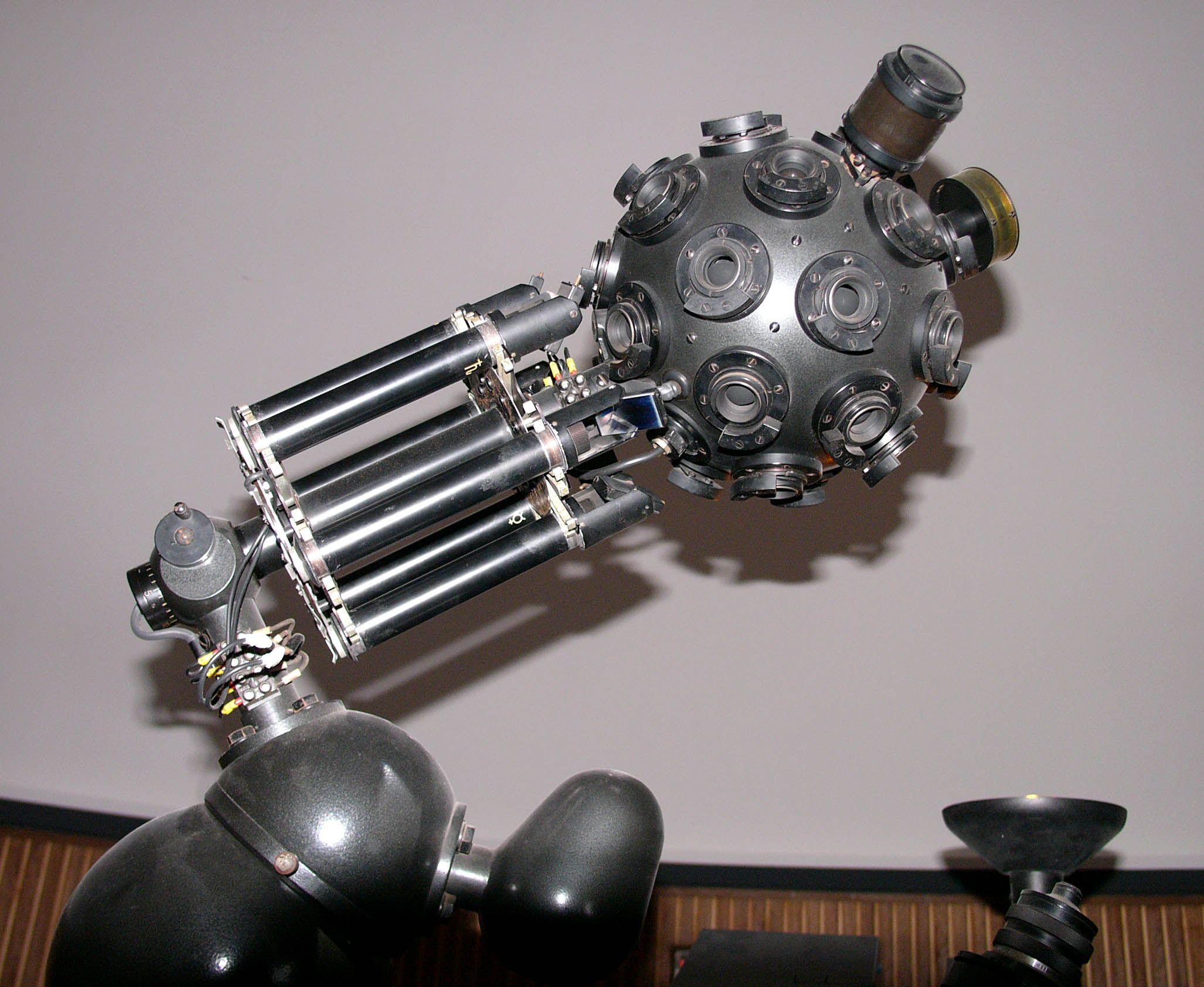
Kleinste Zeissprojector. Er is hier maar een bol die ergens bevestigd moet zijn, zodat niet de volledige sterrenbol getoond kan worden.

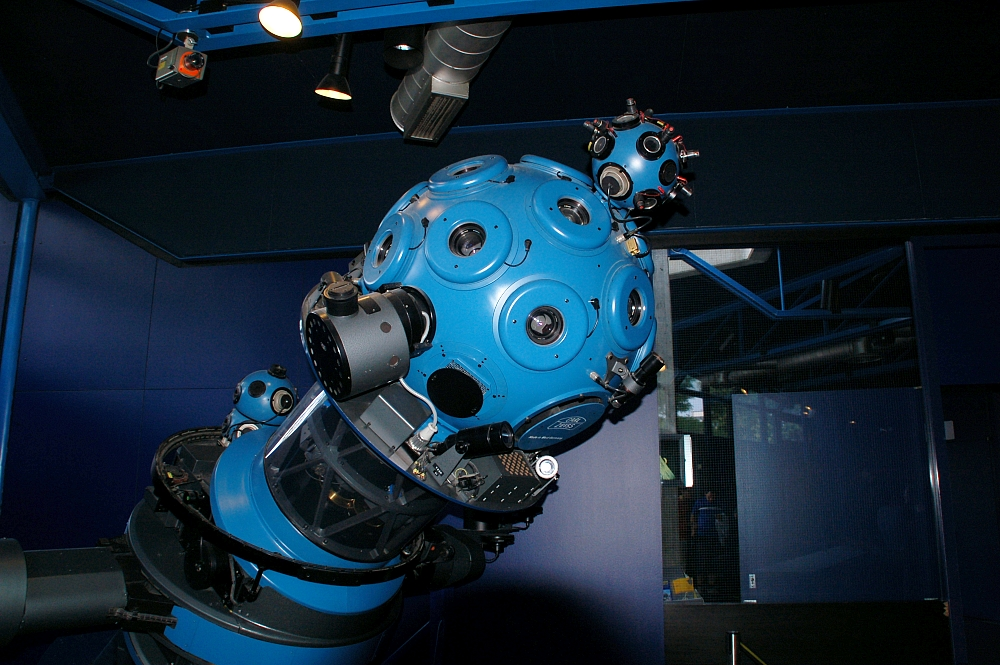
Zeiss Modell VI 1968. Het kleine blauwe bolletje bevat projectoren voor extra informatie (bijvoorbeeld de grenzen van de sterrenbeelden) en kan apart worden ingeschakeld.

Een planetarium is een apparaat waarmee de sterrenhemel wordt getoond. Oorspronkelijk was een planetarium een mechanisch schaalmodel van het zonnestelsel, de planeten dus. In 1924 ontstond het eerste planetarium dat gebruikmaakte van lichtprojectie en dat de hele sterrenhemel kan tonen.

## Mechanische planetaria
Mechanische planetaria, ook Orrery-planetaria genoemd, zijn bekend uit verschillende vroege culturen. Archimedes zou al hebben beschikt over een planetarium waarmee de bewegingen van de zon, de maan en de planeten konden worden voorspeld. In 1902 ontdekte archeoloog Spyridon Stais tussen de voorwerpen die in een scheepswrak bij Antikythera waren gevonden, een klomp geoxideerd materiaal met daarin een mechanisme met tandwielen. Aangenomen wordt dat het mechanisme, dat uit 82 v.Chr. dateert, werd gebruikt als astronomisch uurwerk.
Een astronomisch uurwerk heeft het uiterlijk van een klok, doch met meer wijzers (5 à 8). Aan het uiteinde van de wijzers zijn de planeten bevestigd. De wijzers kunnen door een motortje of handmatig worden rondgedraaid. Veel groter, maar wezenlijk niet anders is het mechanische planetarium dat Eise Eisinga in 1781 in het plafond van zijn woonkamer in het Friese Franeker bouwde. Dit planetarium is nog steeds in werking en wordt aangedreven door een slingeruurwerk.

## Projectieplanetaria
Projectieplanetaria tonen de loop van de hemellichamen op een koepelvormig projectiescherm. Zij tonen niet alleen de planeten maar ook - en vooral - de sterren, zodat de benaming stellarium meer van toepassing zou zijn. Het hart van zo'n planetarium is een bol (of twee halve bollen) waarop projectoren gemonteerd zijn die de sterren projecteren. Door de bol rond te draaien ziet men de dagelijkse beweging van de sterren. Verder bevat het apparaat een aantal projectoren voor zon, maan en planeten. Het resultaat ziet eruit of men de echte sterren ziet, zonder dat men wordt gehinderd door lichtvervuiling en slecht weer. De sterren blijven zelfs overdag zichtbaar. De projectoren zijn zodanig gekoppeld dat ze de bewegingen aan de hemel kunnen weergeven, desgewenst versneld, en kunnen laten zien hoe de sterrenhemel er op een bepaald moment in de tijd uit zal zien of heeft gezien.
Een groot voordeel ten opzichte van een draaibare sterrenkaart is het feit dat de positie van de zon, maan en planeten kunnen worden berekend op elk tijdstip.
De projectiemethode met de Zeiss-projector werd in 1924 ontworpen door de firma Zeiss Ikon. Deze aanduiding wordt ook gebruikt voor projectoren die niet door Zeiss zijn gemaakt. Een van de eerste van deze projectoren stond van 1934 tot 1976 onder een koepel op de bovenverdieping van het gebouw van de Haagsche Courant.

## Digitale projectieplanetaria
Er bestaan computerprogramma's die de hemellichamen op een computerscherm tonen. Met de juiste hardware kunnen deze programma's de hemel ook op een koepel projecteren.
Een dergelijk planetarium biedt mogelijkheden die met de mechanische projectie ondenkbaar zijn. Het kan extra informatie tonen zoals de namen van sterren en sterrenbeelden (naar wens in en uit te schakelen), kunstmanen zonder dat extra hardware nodig is en het kan zelfs rekening houden met de eigenbeweging van de sterren.
Bovendien is de projector veel kleiner en dus minder een obstakel in de zaal.

## Planetaria

### België
- Planetarium van Brussel
- Planetarium van Volkssterrenwacht Beisbroek, Brugge
- Europlanetarium Genk, Genk
- Planetarium van Volkssterrenwacht Urania, Hove
- Heirmanklok, Wichelen

### Frankrijk
- Cité des sciences et de l'industrie

### Nederland
- Planetarium van de wolkammer Eise Eisinga, Franeker, een mechanisch planetarium
- Planetarium van dierentuin Artis, Amsterdam (tot 1986 in Amsterdam Zuidoost)
- Pieterse Planetarium in Asten
- Zeiss-planetarium Planetron in Dwingeloo (in 2015 gesloten)
- Planetarium Zuylenburgh in Oud-Zuilen
- Achterhoeks Planetarium in Toldijk
- Planetarium van Sterrenwacht Halley in Vinkel, nabij Heesch
- Planetarium van Publiekssterrenwacht Hellendoorn
- Planetarium van Cosmos Sterrenwacht te Lattrop
- Sijthoff-planetarium van de Haagsche Courant in Den Haag (in 1976 door brand en vooral bluswater ernstig beschadigd, in 2018 gerestaureerd)
- Planetarium door middel van laserprojectie in het Omniversum in Den Haag
- Museum planetarium Johannes Postschool in Ridderkerk-Rijsoord Zeiss-projector/Zeiss-planetarium

### Sint Eustatius
- Planetarium op de Lynch Plantation

### Slowakije
- Planetarium van Košice